# Pilophorus floridanus
Pilophorus floridanus är en insektsart som beskrevs av Knight 1973. Pilophorus floridanus ingår i släktet Pilophorus och familjen ängsskinnbaggar. Inga underarter finns listade i Catalogue of Life.